# Rudolph Kölbel

1865: Kuvert von Berlin nach Oldenburg

Carl Rudolph Kölbel (* 26. April 1826 in Berlin; † 7. Januar 1910 in Oldenburg) war ein Großherzoglich Oldenburgischer Hof-Graveur und Modelleur sowie Stempelschneider.

## Leben
Geboren 1826 im Königreich Preußen, besuchte Rudolf Kölbel in seiner Geburtsstadt die Kunst- und Gewerbeschule zu Berlin beziehungsweise der dortigen Königlichen Akademie zeitweilig in der Modellierklasse von August Fischer unterrichtet wurde, an der er im Jahr 1844 für seine Leistungen als Graveur als einer von mehreren Schülern mit der Kleinen silbernen Medaille für Handwerker ausgezeichnet wurde.
In Berlin war Rudolf Kölbel um 1850 in der Stallschreiberstraße 47 verortet. 1857 wurde Kölbel als Bürger in der Residenzstadt Oldenburg aufgenommen.

## Werke (Auswahl)
- um 1850: Mehrere Porträts nach dem Leben in Wachs modelliert, in Rahmen ausgestellt 1850 im Landesausstellungsgebäude in Berlin auf der XXXVII. Kunstausstellung der königlichen Akademie der Künste[4]
- um 1852: je ein Porträt des regierenden Fürsten sowie der Fürstin zu Schaumburg-Lippe sowie des Erbprinzen, der Erbprinzessin und weiterer Persönlichkeiten, nach dem Leben gefertigt, in einem Fall nach einer Totenmaske, ausgestellt 1852 in Berlin[4]
- um 1856: Im Auftrag des Großherzogs von Oldenburg nach einem Lichtbild und einem früheren Reliefbild gefertigte lebensgroße Büste des verstorbenen Oberkammerherrn Baron Alexander von Rennenkampff, ausgestellt in Berlin auf der Kunstausstellung der königlichen Akademie der Künste[4]
- um 1861: Medaille für Wissenschaft und Kunst (Oldenburg), von Nicolaus Friedrich Peter (1827–1900) gestiftet und nur wenige Dutzend Mal verliehen[2]
- um 1866: Erinnerungsmedaille an den Feldzug 1866, geprägt in Berlin bei der Medaillen-Münze L. Ostermann, vormals G. Loos[2]
- Erinnerungsmedaille 1870/71[2]
- um 1878: Medaille für hervorragende Leistungen auf dem Gebiete der Kunst[2]
- gemeinsam mit Johann Karl Fischer (Berlin): Medaille zur Erinnerung an Großherzog Paul Friedrich August[2]